# Baskervillski pes (film, 1939)
Baskervillski pes, izvirno The Hound of the Baskervilles, je igrani detektivski film iz leta 1939. Stvaritev filma temelji na istoimenskem romanu sir Arthurja Conana Doyla, Baskervillski pes. Film je režiral Sidney Lanfield, scenarij je prispeval Ernest Pascal.
Film danes velja za najbolj znano kinematografsko predelavo Doylovega romana in se ga pogosto označuje tudi za eno najboljših predelav romana doslej.  Med filmom in romanom obstajajo nekatere razlike, ki pa vseeno niso tako izrazite kot npr. pri predelavi iz leta 1959.
Glavne vloge so odigrali Basil Rathbone kot Sherlock Holmes, Nigel Bruce kot dr. Watson in Richard Greene kot sir Henry Baskerville. Vodstvo studia 20th Century Fox med produkcijo ni niti slutilo, da bo film postal velika uspešnica in da bosta Rathbone in Bruce za vselej postala sinonim za Holmesa in Watsona, tako zaradi filmske kot radijske serije. Ravno iz tega razloga so tudi na propagandnem posterju na prvo mesto postavili Richarda Greena. Drugo mesto je pripadlo Rathbonu, tretje pa Wendy Barrie, ki je upodobila Beryl Stapleton. Nigel Bruce je kot dr. Watson na posterju zasedel šele četrto mesto po pomembnosti. Pri vseh ostalih filmih iz serije sta Rathbone in Bruce vselej zasedla prvi dve mesti na posterjih.
Film se je v zgodovino zapisal kot prvi iz serije filmov o Sherlocku Holmesu, v katerih sta glavni vlogi odigrala Rathbone in Bruce. Od tretjega filma dalje so pravice za serijo prevzeli pri studiu Universal Pictures, skupaj pa so ustvarjalci v udarni zasedbi Rathbone-Bruce posneli kar 14 filmov.

## Vsebina
Sherlocka Holmesa (igra ga Basil Rathbone) in dr. Watsona (igra ga Nigel Bruce) obišče dr. James Mortimer (igra ga Lionel Atwill), ki pride na posvet glede obiska sir Henryja Baskervilla (igra ga Richard Greene). Sir Henry kot zadnji iz rodu Baskervillov velja za dediča posestva v Devonshiru. Dr. Mortimer nad njegovo vrnitvijo iz Kanade ni najbolj navdušen, saj naj bi nad družinskim posestvom viselo prekletstvo. Obstaja namreč legenda o Baskervillskem psu, demonski mrcini, ki naj bi živela v bližnjem močvirju in ki naj bi domnevno ubila vse Baskerville iz devonshirskega področja, začenši s sir Hugom Baskervillom (igra ga Ralph Forbes).
Holmes legendo zavrne kot pravljico, vendar mu Mortimer razloži govorice o nedavni smrti njegovega dobrega prijatelja in Henryjevega strica, sir Charlesa Baskervilla. Čeprav so sir Charlesa na vrtu našli mrtvega in na njem ni bilo znakov fizičnega nasilja, je njegov obraz izražal smrtno grozo, ki je verjetno povzročila srčni napad. Dr. Mortimer Holmesu nadalje razkrije podrobnost, ki je med uradno preiskavo niso omenili. On je namreč nedaleč od trupla na tleh razločil odtise velikanskega psa. Tega ni nikomur omenil, prav tako je dež naslednji dan spral te odtise.
Sume dr. Mortimerja še potrdi skorajšnji napad na sir Henryja med njegovo potjo do hotela, ki pa ga Holmes in Watson uspešno preprečita. Holmes se naposled odloči na posestvo Baskerville Hall kot varuha sir Henryju poslati dr. Watsona, saj naj bi bil sam prezaposlen z ostalimi zadevami. Ob prihodu na družinsko posestvo sir Henry doživi topel sprejem, saj se hitro spoprijatelji z vsemi sovaščani. Še najbolj se ujame s sestro soseda Johna Stapletona (igra ga Morton Lowry), Beryl Stapleton (igra jo Wendy Barrie), s katero kmalu začneta tudi ljubezensko razmerje. Dr. Watson o vseh pripetljajih vestno piše obvestila za Holmesa, najbolj mu pade v oči dogodek, ko je neko noč butler g. Barryman s svečo dajal znamenja nekomu daleč stran sredi močvirja.
Sir Henry in dr. Watson prejmeta povabilo na večerjo pri Stapletonovima, kjer pa se ne dogodi nič dramatičnega, razen delno uspešne seanse klicanja duhov gospe Mortimer (igra jo Beryl Mercer). Watson nato nekega dne sredi močvirja naleti na brezdomca, ki s polnim kovčkom potrebščin potuje naokoli. Ta brezdomec pred Watsonom sname brado in Watson presenečeno spozna, da gre za - Holmesa. On je v tem času mirno raziskoval, česar ne bi mogel, če bi se sir Henryju na posestvu pridružil v osebi. Naslednji dogodek privede do prve smrtne žrtve v primeru, saj zloglasni pes napade bradatega moškega, ki pade s skalnatega previsa sredi močvirja in umre. Holmes pravilno sklepa, da je šlo za obsojenca, ki je pobegnil iz zapora in je zares brat gospe Barryman. S tem pojasni tudi znamenja s svečo, ki jih je Barryman sredi noči pošiljal v močvirje.
Holmes in Watson naslednji dan odpotujeta z vlakom v London, a že na prvi postaji izstopita in se vkrcata na vlak v nasprotno smer. Z navideznim odhodom v London sta namreč želela ustvariti diverzijo, da bi krivec za vse dogajanje napadel sir Henryja. Holmes namreč ni imel nobenih dokazov in tudi če bi obdolžil katerega od vaščanov, bi bil zgolj sum premalo za obsodbo. V času njunega odhoda se ostali vaščani zberejo na večerji v proslavo zaroke med sir Henryjem in Beryl Stapleton. Po večerji sir Henry odide nazaj na svoje posestvo, vendar neznanec nanj naščuva zloglasnega močvirskega psa. Pes ga napade in kljub Henryjevemu dobremu odporu naposled pes zmaga. Preden bi psu uspelo sir Henryja ubiti, na prizorišče vstopita Holmes in Watson, ki psa odstranita in ga z nekaj streli iz pištole tudi pokončata.
Watson močno ranjenega sir Henryja odpelje nazaj na posestvo, medtem ko odide Holmes raziskovat, od kod je pes sploh prišel. Dokoplje se do starega pokopališča sredi močvirja, kjer se da eno od krst premakniti, tako da pod njo nastane večja luknja, primerna za večjega psa. Sredi tega odkritja neznanec pahne Holmesa v luknjo in ga zapre, vendar se prične Holmes hitro reševat skozi leseno loputo, z žepnim nožem. Ko se reši iz luknje, hitro odide nazaj na posestvo, kjer so se že zbrali vsi vaščani. Pred vsemi poda krajši govor o celotnem dogajanju in za krivca obdolži Johna Stapletona, ki naj bi bil dolgo izgubljeni sorodnik Baskervillov. Njegov načrt je bil staro legendo izrabiti in s psom pokončati vse dediče posestva, da bi se z dokazilom svoje sorodstvene linije dokopal do posestva.
Stapleton uspe pobegniti, a Holmes nanj kmalu pozabi, saj razloži, da je postavil policiste na vse možne izhodne poti in da je edina možna pot za pobeg skozi smrtno nevarno močvirje. Film se zaključi v veselem duhu, saj sir Henry in Beryl Stapleton naznanita svojo namero - poročila se bosta in odšla v Kanado ter tam živela svoje zakonsko življenje.

## Igralska zasedba
- Basil Rathbone - Sherlock Holmes
- Nigel Bruce - dr. Watson
- Richard Greene - sir Henry Baskerville
- Wendy Barrie - Beryl Stapleton
- Lionel Atwill - dr. James Mortimer
- John Carradine - g. Barryman
- Morton Lowry - John Stapleton
- Eily Malyon - ga. Barryman
- Mary Gordon - gospa Hudson
- Barlowe Borland - Frankland
- Beryl Mercer - Jennifer Mortimer
- Ralph Forbes - sir Hugo Baskerville
- E.E. Clive - Cabby
- Lionel Pape - Coroner
- Nigel De Brulier - obsojenec

Butler je v Doylovem romanu imenovan John Barrymore, a so ustvarjalci njegovo ime zaradi obstoja znanega ameriškega igralca s tem imenom njegovo ime spremenili v Barryman.